# Moutiers-les-Mauxfaits
Pour les articles homonymes, voir Moutiers.
Moutiers-les-Mauxfaits [mutje lɛ mofɛ], appelée localement « Les Moutiers », est une commune de l'Ouest de la France, située dans le département de la Vendée en région Pays de la Loire.

## Géographie
Le territoire municipal de Moutiers-les-Mauxfaits s'étend sur 925 hectares. L'altitude moyenne de la commune est de 49 mètres, avec des niveaux fluctuant entre 17 et 71 mètres,.
| Saint-Avaugourd-des-Landes |                        | Saint-Vincent-sur-Graon |
|                            | Moutiers-les-Mauxfaits | Le Givre                |
| Le Bernard                 |                        |                         |

### Climat
Pour des articles plus généraux, voir Climat des Pays de la Loire et Climat de la Vendée.
En 2010, le climat de la commune est de type climat océanique franc, selon une étude du CNRS s'appuyant sur une série de données couvrant la période 1971-2000. En 2020, Météo-France publie une typologie des climats de la France métropolitaine dans laquelle la commune est exposée à un climat océanique et est dans la région climatique  Bretagne orientale et méridionale, Pays nantais, Vendée, caractérisée par une faible pluviométrie en été et une bonne insolation. 
Pour la période 1971-2000, la température annuelle moyenne est de 12,6 °C, avec une amplitude thermique annuelle de 13,5 °C. Le cumul annuel moyen de précipitations est de 804 mm, avec 12,6 jours de précipitations en janvier et 6,3 jours en juillet. Pour la période 1991-2020, la température moyenne annuelle observée sur la station météorologique de Météo-France la plus proche, sur la commune d'Angles à 9 km à vol d'oiseau, est de 13,2 °C et le cumul annuel moyen de précipitations est de 869,3 mm,. Pour l'avenir, les paramètres climatiques de la commune estimés pour 2050 selon différents scénarios d'émission de gaz à effet de serre sont consultables sur un site dédié publié par Météo-France en novembre 2022.

## Urbanisme

### Typologie
Au 1er janvier 2024, Moutiers-les-Mauxfaits est catégorisée bourg rural, selon la nouvelle grille communale de densité à sept niveaux définie par l'Insee en 2022.
Elle appartient à l'unité urbaine de Moutiers-les-Mauxfaits, une unité urbaine monocommunale constituant une ville isolée,. Par ailleurs la commune fait partie de l'aire d'attraction de La Roche-sur-Yon, dont elle est une commune de la couronne,. Cette aire, qui regroupe 45 communes, est catégorisée dans les aires de 50 000 à moins de 200 000 habitants,.

### Occupation des sols
L'occupation des sols de la commune, telle qu'elle ressort de la base de données européenne d’occupation biophysique des sols Corine Land Cover (CLC), est marquée par l'importance des territoires agricoles (74,1 % en 2018), en diminution par rapport à 1990 (85,3 %). La répartition détaillée en 2018 est la suivante : 
terres arables (48,8 %), zones urbanisées (16,4 %), zones agricoles hétérogènes (15,7 %), prairies (9,6 %), forêts (9,5 %). L'évolution de l’occupation des sols de la commune et de ses infrastructures peut être observée sur les différentes représentations cartographiques du territoire : la carte de Cassini (XVIIIe siècle), la carte d'état-major (1820-1866) et les cartes ou photos aériennes de l'IGN pour la période actuelle (1950 à aujourd'hui).

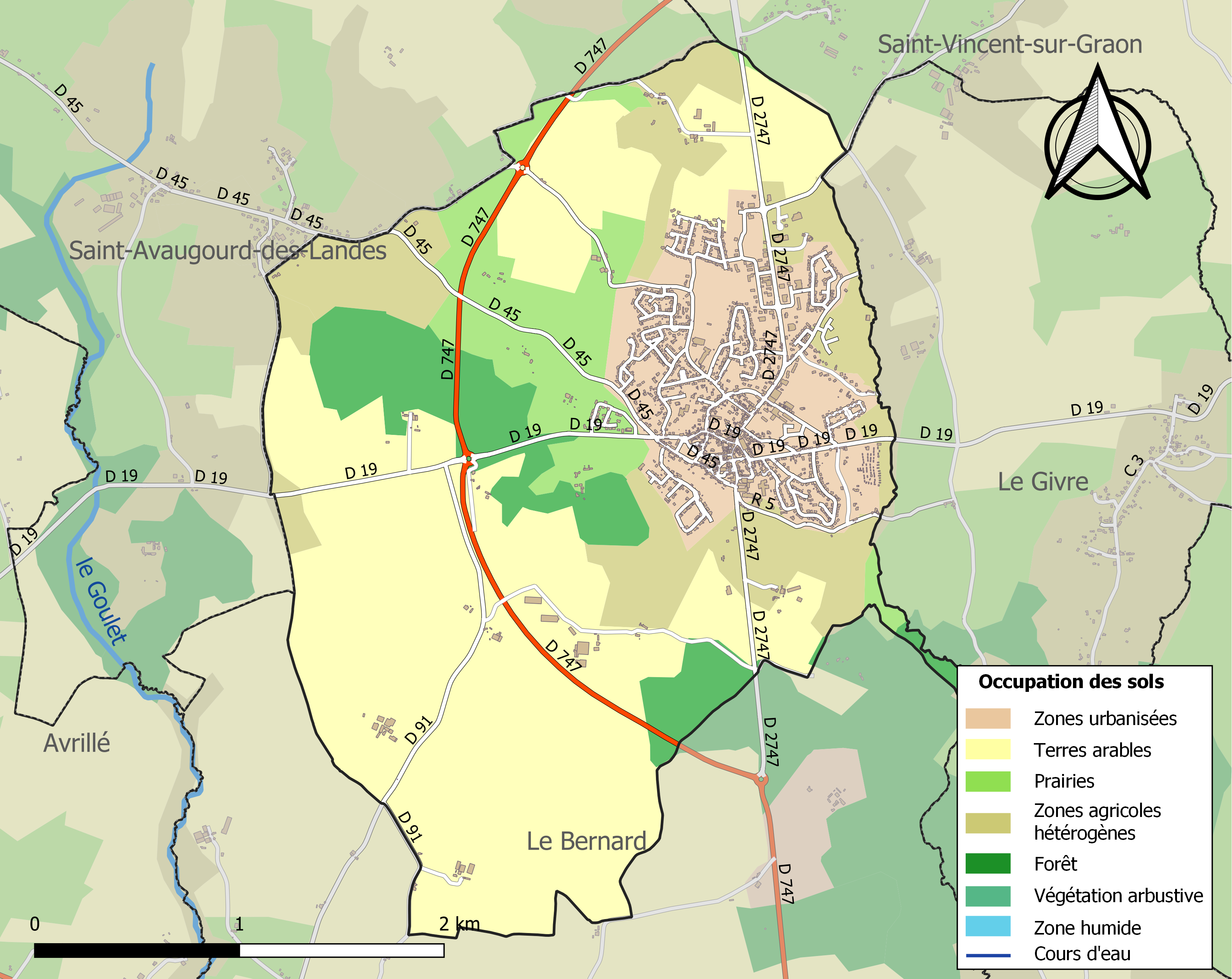
Carte des infrastructures et de l'occupation des sols de la commune en 2018 (CLC).

## Toponymie
Durant la Révolution, la commune porte le nom de Les Moutiers-Fidèles.

## Histoire
À la Préhistoire, le site est occupé par des populations de la civilisation néolithique, qui est à l'origine de l'érection des nombreux menhirs, dolmens, tumulus et cairns qui couvraient la région.
La région est occupée durant l'Antiquité par la tribu des Pictons (Celtes). Ils seront romanisés vers la fin du Ier siècle av. J.-C..
À l'époque chrétienne, après l'an mil, deux monastères ont existé, chacun possédant une église ou chapelle associée à une clôture de bâtiments monastiques. L'un d'eux était dédié à saint Michel, renommé au milieu du XVe siècle saint Jacques. Son cloître a disparu au XVIIIe siècle. Le deuxième prieuré a disparu vers le XIIIe siècle, seules subsistent des caves sous une propriété privée. Ces deux établissements religieux sont à l'origine du nom de Moutiers, un moutier étant en vieux français un monastère.
Des halles commerciales existent dès le XIe siècle, elles seront reconstruites au XIIIe siècle. Au XVIIIe siècle, un incendie ravage en grande partie les halles, qui sont reconstruites à nouveau, et en se resservant de certaines poutres, reconnaissables à leurs mortaises qui ne servent à rien. Les piliers en pierre datent de cette époque.
La Cantaudière est au Moyen Âge un petit château fort. Il défendait le bourg en surveillant le Troussepoil. Il est modifié au XVIe siècle, et en 1615, le nouveau propriétaire est le duc de Sully Maximillien de Béthune, conseiller du roi Henri IV.
Des souterrains existent sous le bourg, concentrés autour de l'église, qui cache probablement une crypte sous son chœur. Une galerie souterraine, aujourd'hui à moitié comblée, reliait l'église au Troussepoil, en passant sous la place Sully et débouchant au niveau de la maison bourgeoise rue Poincaré.

### Héraldique
| Blason | Blasonnement : D'azur à la foi d'or, accompagnée en pointe d'une coquille d'argent. |

## Population et société

### Démographie

#### Évolution démographique
L'évolution du nombre d'habitants est connue à travers les recensements de la population effectués dans la commune depuis 1793. Pour les communes de moins de 10 000 habitants, une enquête de recensement portant sur toute la population est réalisée tous les cinq ans, les populations de référence des années intermédiaires étant quant à elles estimées par interpolation ou extrapolation. Pour la commune, le premier recensement exhaustif entrant dans le cadre du nouveau dispositif a été réalisé en 2006.

En 2022, la commune comptait 2 341 habitants, en évolution de +10,37 % par rapport à 2016 (Vendée : +5,33 %, France hors Mayotte : +2,11 %).
| 1793 | 1800 | 1806 | 1821 | 1831 | 1836 | 1841 | 1846 | 1851 |
| ---- | ---- | ---- | ---- | ---- | ---- | ---- | ---- | ---- |
| 435  | 390  | 449  | 532  | 550  | 642  | 698  | 750  | 800  |

| 1856 | 1861 | 1866 | 1872 | 1876 | 1881 | 1886 | 1891 | 1896 |
| ---- | ---- | ---- | ---- | ---- | ---- | ---- | ---- | ---- |
| 804  | 902  | 938  | 875  | 901  | 922  | 946  | 985  | 963  |

| 1901 | 1906  | 1911  | 1921 | 1926 | 1931 | 1936 | 1946 | 1954 |
| ---- | ----- | ----- | ---- | ---- | ---- | ---- | ---- | ---- |
| 964  | 1 062 | 1 025 | 967  | 954  | 979  | 966  | 915  | 861  |

| 1962 | 1968  | 1975  | 1982  | 1990  | 1999  | 2006  | 2011  | 2016  |
| ---- | ----- | ----- | ----- | ----- | ----- | ----- | ----- | ----- |
| 922  | 1 003 | 1 261 | 1 259 | 1 348 | 1 419 | 1 630 | 1 911 | 2 121 |

| 2021  | 2022  | - | - | - | - | - | - | - |
| ----- | ----- | - | - | - | - | - | - | - |
| 2 298 | 2 341 | - | - | - | - | - | - | - |

#### Pyramide des âges
En 2018, le taux de personnes d'un âge inférieur à 30 ans s'élève à 32,8 %, soit au-dessus de la moyenne départementale (31,6 %). À l'inverse, le taux de personnes d'âge supérieur à 60 ans est de 31,9 % la même année, alors qu'il est de 31,0 % au niveau départemental.
En 2018, la commune comptait 1 034 hommes pour 1 125 femmes, soit un taux de 52,11 % de femmes, légèrement supérieur au taux départemental (51,16 %).
Les pyramides des âges de la commune et du département s'établissent comme suit.
| Hommes | Classe d’âge | Femmes |
| ------ | ------------ | ------ |
| 1,1    | 90 ou +      | 2,5    |
| 9,8    | 75-89 ans    | 14,9   |
| 18,3   | 60-74 ans    | 16,9   |
| 16,5   | 45-59 ans    | 17,8   |
| 18,3   | 30-44 ans    | 18,3   |
| 15,2   | 15-29 ans    | 11,5   |
| 20,9   | 0-14 ans     | 18,2   |

| Hommes | Classe d’âge | Femmes |
| ------ | ------------ | ------ |
| 0,8    | 90 ou +      | 2,2    |
| 8,7    | 75-89 ans    | 11,1   |
| 20,3   | 60-74 ans    | 21,3   |
| 20     | 45-59 ans    | 19,4   |
| 17,5   | 30-44 ans    | 16,8   |
| 15     | 15-29 ans    | 13,2   |
| 17,7   | 0-14 ans     | 16,1   |

## Lieux et monuments
Monuments historiques :

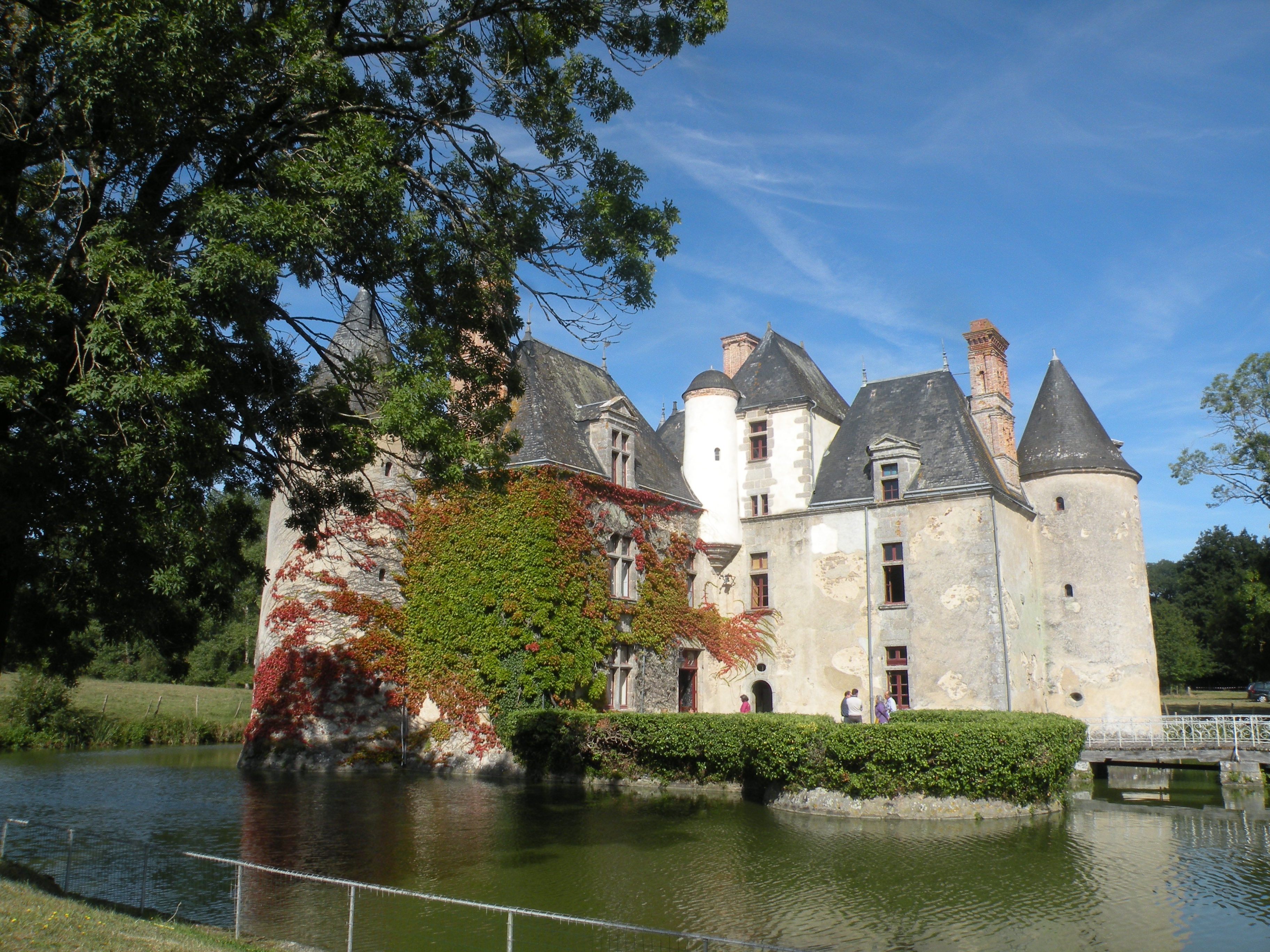
Château de la Cantaudière.

- les halles du XVIIIe siècle, inscrites par arrêté du 8 septembre 1943[27] ;
- l'église Saint-Jacques, de style roman tardif, classée par arrêté du 14 octobre 1908[28] ;
- le château de la Cantaudière (époque Renaissance, XVIe siècle), classé par arrêté du 28 décembre 1978[29] ;
- le lavoir (lieu de rendez-vous, et de communication orale) ;
- la fontaine Saint-Brix.

Autres monuments et lieux :
- le puits Bornu ;
- le collège Corentin-Riou ;
- le collège Saint-Jacques ;
- les caves en voûtes.

## Pour approfondir